# Oederquart
Oederquart település Németországban, azon belül Alsó-Szászország tartományban. Lakosainak száma 1006 fő (2023. december 31.). Oederquart Krummendeich és Balje községekkel határos.

## Népesség
A település népességének változása:
| Lakosok száma | 1047 | 1043 | 1029 | 1046 | 1031 | 1006 |
|               | 2016 | 2017 | 2019 | 2021 | 2022 | 2023 |